# Duchy wiatru
Duchy wiatru (szw. Vindsjälar) – powieść kryminalna szwedzkiego pisarza Monsa Kallentofta z 2013. Polskie wydanie książki ukazało się w 2015 w tłumaczeniu Anny Krochmal i Roberta Kędzierskiego.

## Treść
Jest siódmą częścią kryminalnej serii z detektyw Malin Fors z Linköpingu, której pomaga Zaharias Zeke Martinsson i jednocześnie drugą odwołującą się do czterech żywiołów. Akcja dotyczy samobójstwa Konrada Karlssona, staruszka, rezydenta domu spokojnej starości Keruben w Linköpingu, którym współopiekowała się jako wolontariuszka córka Malin – Tove. Karlsson powiesił się na kablu od przycisku wezwania pielęgniarki. Z czasem okazuje się, że nie było to samobójstwo, a zabójstwo. Śledztwo prowadzi m.in. do Hansa Morelii, właściciela rozwijającej się prywatnej firmy medyczno-opiekuńczej Merapi, która przejęła domy opieki od samorządu, wdrażając cięcia kosztów i drastycznie obniżając standardy obsługi. Teraz chce sprzedać całość przedsiębiorstwa amerykańskiemu funduszowi wysokiego ryzyka Nexxon.